# Nikolai Jewgenjewitsch Larionow
Nikolai Jewgenjewitsch Larionow (russisch Николай Евгеньевич Ларионов; * 19. Januar 1957 in Wolchow, RSFSR, UdSSR) ist ein sowjetischer bzw. russischer Fußballspieler und Fußballtrainer.
Larionow spielte ab 1975 für die erste Mannschaft von Zenit Leningrad. 1976 wechselte der rechte Mittelfeldspieler zu Dynamo Leningrad, kehrte aber 1979 wieder zu Zenit zurück. Mit diesem Team gewann er 1984 die sowjetische Meisterschaft. 1990 wechselte Larionow für eine Saison nach Schweden zu Kiruna FF, kehrte aber 1991 erneut zu Zenit zurück. Seine aktive Karriere beendete er in Finnland, wo er 1992 und 1993 für unterklassige Vereine spielte.
Larionow spielte im März 1983 erstmals für die sowjetische Nationalmannschaft. Er nahm an der Weltmeisterschaft 1986 in Mexiko teil und kam während dieses Turniers zu zwei Einsätzen. Insgesamt bestritt er 19 Spiele für die Sbornaja.
Seit dem Jahr 2002 ist Larionow als Assistenztrainer bei Zenit St. Petersburg unter Vertrag.